# Attleborough (Norfolk)
Attleborough es un pueblo y una parroquia civil del distrito de Breckland, en el condado de Norfolk (Inglaterra).

## Demografía
Según el censo de 2001, Attleborough tenía 9702 habitantes (4711 varones y 4991 mujeres). 1834 de ellos (18,9%) eran menores de 16 años, 6810 (70,19%) tenían entre 16 y 74, y 1058 (10,91%) eran mayores de 74. La media de edad era de 41,13 años. De los 7868 habitantes de 16 o más años, 1799 (22,87%) estaban solteros, 4537 (57,66%) casados, y 1532 (19,47%) divorciados o viudos. 4673 habitantes eran económicamente activos, 4515 de ellos (96,62%) empleados y 158 (3,38%) desempleados. Había 96 hogares sin ocupar, 4185 con residentes y 12 eran alojamientos vacacionales o segundas residencias.
| 1333                        | 1413 | 1659 | 1939 | 1959 | 2324 | - | - | 2244 | 2332 | 2299 | 2513 | 2453 | 2608 | - | 2741 | 3027 |
| (Fuente: Vision of Britain) |      |      |      |      |      |   |   |      |      |      |      |      |      |   |      |      |